# Лазарев, Григорий Дмитриевич
Григорий Дмитриевич Ла́зарев (27 сентября 1917 года, д. Большой Атлым Тобольской губернии — 20 октября 1979 года, Омск) — журналист, писатель, основоположник хантыйской литературы.

## Биография

### Становление
Родился в семье рыбака-охотника ханты. С 12 лет трудился с отцом. С началом освоения Севера при советской власти начал учиться в школе, в 1933 г. поступил в Остяко-Вогульское (Ханты-Мансийское) педагогическое училище. В это время начал обрабатывать услышанные в детстве сказания и устные легенды своего народа, в 1937 году в рукописном журнале студентов училища «Советский Север» появились его первые обработки народных песен и легенд. Вскоре его стихи были опубликованы в окружной газете «Остяко-Вогульская правда».
В 1938 году стихи молодого поэта-ханты назвали «первыми ласточками зарождения хантыйской художественной литературы».
После окончания педагогического училища в 1938 году заведовал начальной школой. В 1939—1941 работал редактором национальной страницы в газете «Остяко-Вогульская правда». Как он вспоминал впоследствии, для него это было новое дело, к тому же надо было привлечь к нему других, научить журналистике.
В 1940 году Омское областное книжное издательство выпустило в свет сборник «Хантыйская и мансийская поэзия», в котором были опубликованы и его произведения.

### На защите родины
Был призван в Красную Армию по возрасту и начало Великой Отечественной войны встретил в её рядах.
Участвовал в обороне Киева и Коростеня, с июля по сентябрь 1941 года. Затем до 18 октября в составе подразделений войск Юго-Западного фронта оборонял Харьков и Сумы, с 30 октября — Воронеж. Защищал Донбасс (июль 1942 года). С октября 1942 г. воевал в составе 83 гвардейского минометного полка 38-й Армии 4 Украинского фронта, служил в разведке, в конце войны командовал разведкой дивизиона.
Чудом остался жив: однажды пуля пробила ему погон, в другой раз фуражку, но не задела.
Награжден боевыми орденами Отечественной войны II степени (1944) и Красной Звезды (1945) за умелую корректировку огня, обнаружение и подавление боевых расчетов и танков противника. Закончил войну в Польше.

### Общественный деятель, журналист, писатель
Демобилизован в 1947 году в звании гвардии младшего лейтенанта. Был направлен в Свердловскую высшую партийную школу, работал редактором газеты «Стахановец» Ларьякского (ныне Нижневартовского) района. После окончания ВПШ был избран секретарем Сургутского райкома КПСС.
Работал заместителем редактора окружной газеты «Ленинская правда» по отделу народов Крайнего Севера. 5 октября 1957 года, когда в Ханты-Мансийском округе была организована газета на хантыйском языке «Ленин пант хуват» (По ленинскому пути), Г. Д. Лазарева назначили её редактором. Первый номер газеты вышел 1 ноября 1957 года. Она печаталась преимущественно на хантыйском и иногда на мансийском языках еженедельно.  Г.Д. Лазарев воспитал плеяду хантыйских журналистов и писателей, начинавших карьеру под его началом: это А.М. Сенгепов, М.К. Волдина, Т.С. Себурова, в редакции также делала первые шаги в науке Е.А. Нёмысова.
В это же время Григорий Дмитриевич возобновил литературную работу.
В 1960 году Тюменское книжное издательство выпустило книгу его рассказов «Ас мувны» («На обской земле»), положившую начало хантыйской художественной прозе.
В 1963 году издан сборник «Рассказы и сказки старого Ики» на русском языке, в 1966 году — книга для детей «Сорненг тов» («Золотой конь»).
Стихи публиковались в журналах, альманахах и коллективных сборниках.
В 1973 году ушёл на пенсию, переехал в г. Конотоп, затем в г. Омск.
Его стихи печатались в журналах, альманахах и коллективных сборниках «На рубеже», «Советская Арктика», «Сибирские огни», включены в 200-томное издание Библиотеки всемирной литературы.
Скончался 20 октября 1979 года, похоронен на Старо-Северном кладбище Омска.

## Награды
- 1944 Орден Отечественной войны II степени[5].
- 1945 Орден Красной Звезды.
- Медали «За оборону Сталинграда», «За победу над Германией в Великой Отечественной войне 1941—1945 гг.».